# Aceros cassidix
Aceros cassidix là một loài chim trong họ Bucerotidae.
Đây là loài chim biểu tượng của tỉnh Nam Sulawesi.

## Mô tả
Đây là một loài chim mỏ sừng lớn màu đen với mỏ màu vàng, lông đuôi màu trắng, vùng da quanh mắt xanh nhạt, bàn chân màu đen và cổ họng màu xanh sẫm để trần. Chim trống khuôn mặt và cổ nâu đỏ/màu da bò, đôi mắt đỏ cam, và đeo một chiếc túi cao màu đỏ trên đầu tờ tiền. Chim mái có khuôn mặt và cổ màu đen, u sừng màu vàng và đôi mắt màu nâu.

## Phân bố và môi trường sống
Là loài chim đặc hữu Indonesia, loài chim này được tìm thấy ở Sulawesi, Buton, Lembeh, Togian và đảo Muna. Chúng sinh sống trong rừng thường xanh ở độ cao lên đến 1.800 m và cũng sử dụng rừng thứ sinh, đất rừng và rừng trồng để kiếm ăn.

## Hình ảnh

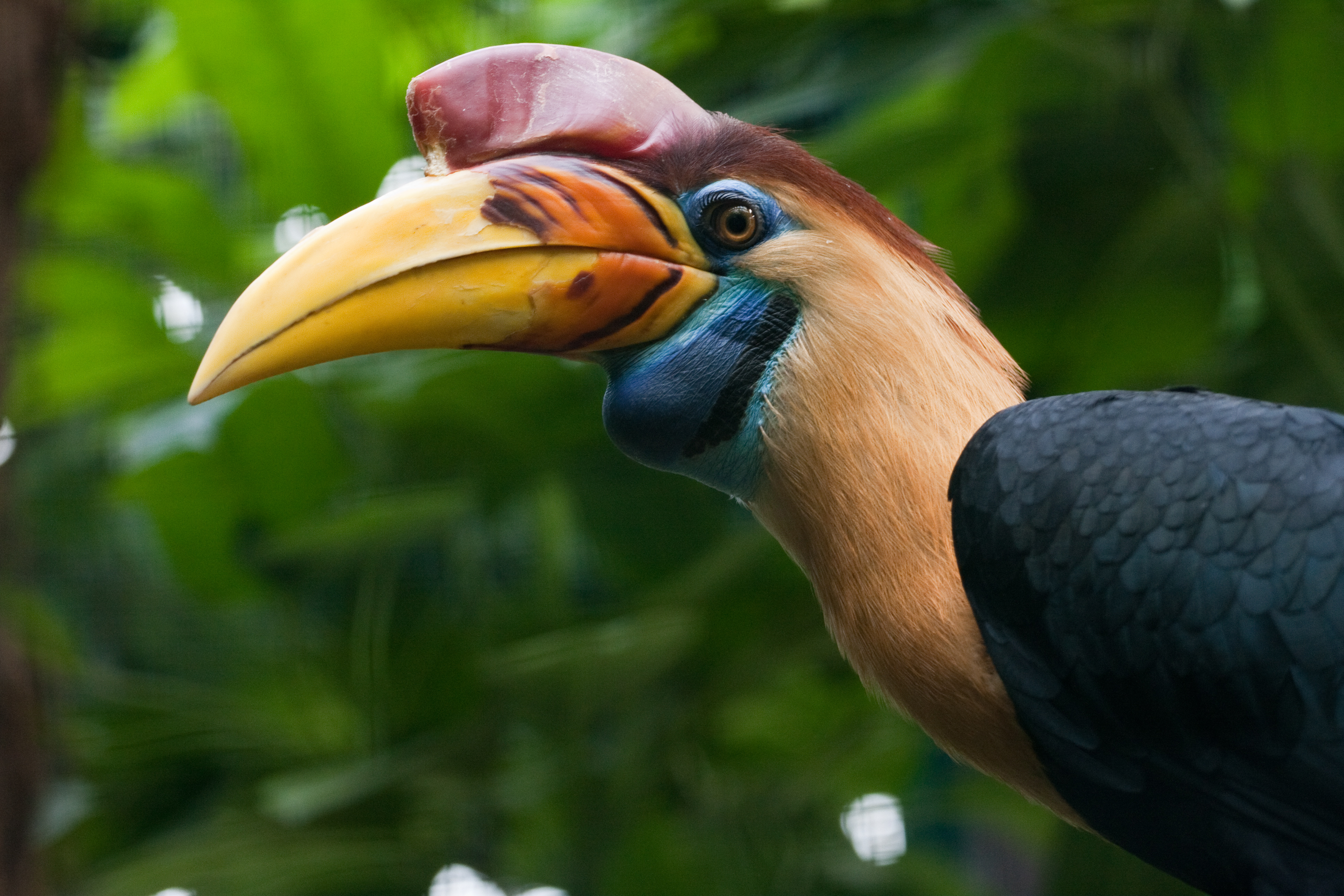
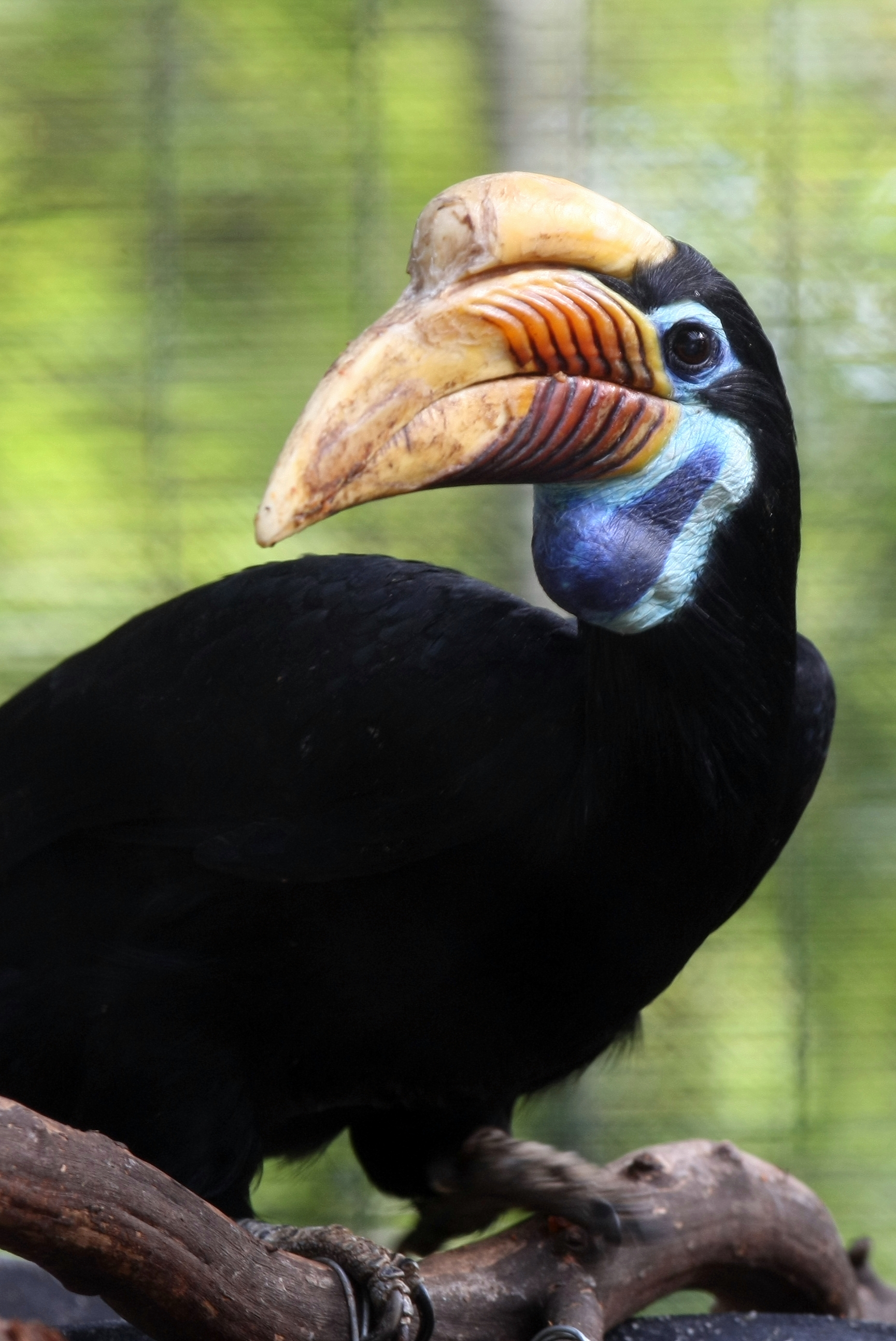
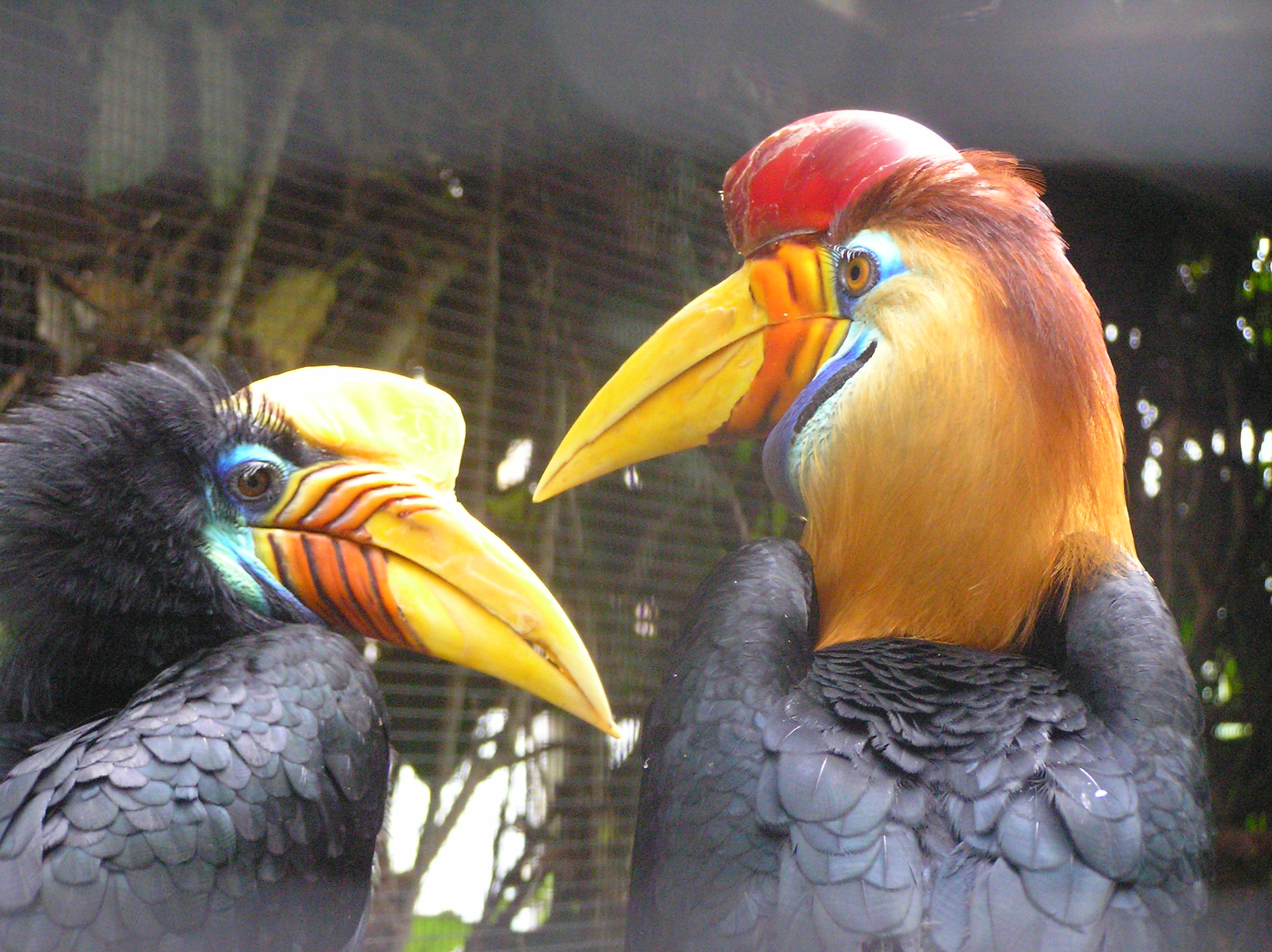
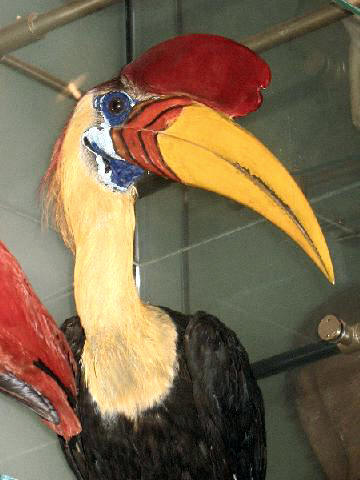